# Правительство Пароубка
Правительство Иржи Пароубка (чеш. Vláda Jiřího Paroubka) — 7-е коалиционное правительство Чешской Республики во главе с Иржи Пароубком. Было приведено к присяге 25 апреля 2005 года. Получило доверие парламента на заседании 13 мая 2005 года.

## Общие сведения
Правительство Иржи Пароубка пришло на смену правительству Станислава Гросса. Это было третье правительство социал-демократов, христианских демократов и либералов за время функционирования Палаты депутатов IV созыва. Состав кабинета, по сравнению с правительством Гросса, почти не изменился.

## Состав кабинета
| Министерство (должность)                                 | Имя               | Начало полномочий | Конец полномочий | Партия               | Партия                 |
| Председатель Правительства                               | Иржи Пароубек     | 25 апреля 2005    | 16 августа 2006  |                      | ČSSD                   |
| Первый вице-председатель, министерство финансов          | Богуслав Соботка  | 25 апреля 2005    | 16 августа 2006  |                      | ČSSD                   |
| Вице-председатель, министерство юстиции                  | Павел Немец       | 25 апреля 2005    | 16 августа 2006  |                      | US-DEU                 |
| Вице-председатель, министерство транспорта               | Милан Шимоновский | 25 апреля 2005    | 16 августа 2006  |                      | KDU-ČSL                |
| Министерство труда и социальных дел                      | Зденек Шкромах    | 25 апреля 2005    | 16 августа 2006  |                      | ČSSD                   |
| Министерство регионального развития                      | Радко Мартинек    | 25 апреля 2005    | 16 августа 2006  |                      | ČSSD                   |
| Министерство иностранных дел                             | Цирил Свобода     | 25 апреля 2005    | 16 августа 2006  |                      | KDU-ČSL                |
| Министерство здравоохранения                             | Милада Эммерова   | 25 апреля 2005    | 12 октября 2005  |                      | ČSSD                   |
| Зденек Шкромах (врио)                                    | 12 октября 2005   | 4 ноября 2005     |                  | ČSSD                 |                        |
| Давид Рат                                                | 4 ноября 2005     | 16 августа 2006   |                  | Беспартийный от ČSSD |                        |
| Министерство внутренних дел                              | Франтишек Бублан  | 25 апреля 2005    | 16 августа 2006  |                      | ČSSD                   |
| Министерство культуры                                    | Павел Достал      | 25 апреля 2005    | 24 июля 2005     |                      | ČSSD                   |
| Витезслав Яндак                                          | 17 августа 2005   | 16 августа 2006   |                  | ČSSD                 |                        |
| Министерство промышленности и торговли                   | Милан Урбан       | 25 апреля 2005    | 16 августа 2006  |                      | ČSSD                   |
| Министерство сельского хозяйства                         | Петр Згарба       | 25 апреля 2005    | 10 ноября 2005   |                      | ČSSD                   |
| Ян Младек                                                | 16 ноября 2005    | 16 августа 2006   |                  | ČSSD                 |                        |
| Министерство образования, молодёжи и физической культуры | Петра Бузкова     | 25 апреля 2005    | 16 августа 2006  |                      | ČSSD                   |
| Министерство обороны                                     | Карел Кунгл       | 25 апреля 2005    | 16 августа 2006  |                      | US-DEU                 |
| Министерство окружающей среды                            | Либор Амброзек    | 25 апреля 2005    | 16 августа 2006  |                      | KDU-ČSL                |
| Министерство информатики                                 | Дана Берова       | 25 апреля 2005    | 16 августа 2006  |                      | Беспартийная от US-DEU |

### Министры без портфеля
| Министерство (должность)                       | Имя             | Начало полномочий | Конец полномочий | Партия | Партия               |
| Вице-председатель по экономике                 | Мартин Ян       | 25 апреля 2005    | 1 декабря 2005   |        | ČSSD                 |
| Иржи Гавел                                     | 3 января 2006   | 16 августа 2006   |                  | ČSSD   |                      |
| Министр — председатель Законодательного совета | Павел Заржецкий | 25 апреля 2005    | 16 августа 2006  |        | Беспартийный от ČSSD |